# Holothele sulfurensis
Holothele sulfurensis là một loài nhện trong họ Theraphosidae.
Loài này thuộc chi Holothele. Holothele sulfurensis được miêu tả năm 2005 bởi Maréchal.